# Пауль-Гуго Кеттнер
Пауль-Гуго Кеттнер (нім. Paul-Hugo Kettner; 20 липня 1912, Гамбург — 8 серпня 1942, Атлантичний океан) — німецький офіцер-підводник, корветтен-капітан крігсмаріне.

## Біографія
1 квітня 1933 року вступив на флот. З жовтня 1939 по жовтень 1940 року пройшов курс підводника і командира підводного човна. З 14 жовтня 1940 по 20 жовтня 1941 року — командир підводного човна U-142, на якому здійснив 3 походи (разом 42 дні в морі), з 29 листопада 1941 року — U-379. 25 червня 1942 року вийшов у свій останній похід. 8 серпня U-39 був потоплений в Північній Атлантиці південно-східніше мису Фарвель (57°11′ пн. ш. 30°57′ зх. д.) глибинними бомбами і тараном британського корвета «Дайнтус». 5 членів екіпажу були врятовані, 40 (включаючи Кеттнера) загинули.
Всього за час бойових дій потопив 2 кораблі загальною водотоннажністю 8904 тонни.
| Дата          | Назва корабля | Тип               | Тоннаж | Вантаж                                 | Екіпаж | Загинули | Країна             | Конвой |
| ------------- | ------------- | ----------------- | ------ | -------------------------------------- | ------ | -------- | ------------------ | ------ |
| 8 серпня 1942 | Anneberg      | Торговий пароплав | 2,537  | 3200 тонн целюлози                     | 38     | 0        | Британська імперія | SC-94  |
| 8 серпня 1942 | Kaimoku       | Торговий пароплав | 6,367  | 5560 тонн генеральних вантажів і сталі | 50     | 4        | США                | SC-94  |

## Звання
- Кандидат в офіцери (1 квітня 1933)
- Морський кадет (23 вересня 1933)
- Фенріх-цур-зее (1 липня 1934)
- Оберфенріх-цур-зее (1 квітня 1936)
- Лейтенант-цур-зее (1 жовтня 1936)
- Оберлейтенант-цур-зее (1 червня 1938)
- Капітан-лейтенант (1 квітня 1941)
- Корветтен-капітан (1 серпня 1942, посмертно заднім числом)

## Нагороди
- Медаль «За вислугу років у Вермахті» 4-го класу (4 роки)